# دييغو دياز غارسيا
دييغو دياز غارسيا (بالإسبانية: Diego Díaz García)‏ هو لاعب كرة قدم ومدرب كرة قدم تشيلي، ولد في 13 أكتوبر 1988. لعب مع نادي بالستينو.

## وصلات خارجية
- دييغو دياز غارسيا على موقع قاعدة بيانات كرة القدم.إي يو (الإنجليزية)
- دييغو دياز غارسيا على موقع Soccerway.com (الإنجليزية)